# Siphonaperta
Siphonaperta, en ocasiones erróneamente denominado Siphonaptera, es un género de foraminífero bentónico de la Subfamilia Siphonapertinae, de la subfamilia Miliammininae, de la familia Rzehakinidae, de la superfamilia Rzehakinoidea, del suborden Schlumbergerinina y del orden Schlumbergerinida. Su especie tipo es Siphonaperta macbeathi. Su rango cronoestratigráfico abarca desde el Mioceno hasta la Actualidad.

## Discusión
Clasificaciones previas incluían Siphonaperta en la subfamilia Siphonapertinae, de la familia Hauerinidae, de la superfamilia Milioloidea, del suborden Miliolina y del orden Miliolida.

## Clasificación
Siphonaperta incluye a las siguientes especies:
- Siphonaperta agglutinans
- Siphonaperta agglutinata
- Siphonaperta aspera
- Siphonaperta berthelotiana
- Siphonaperta bhallai
- Siphonaperta crassa
- Siphonaperta dilatata
- Siphonaperta distorqueata
- Siphonaperta hauerina
- Siphonaperta horrida
- Siphonaperta inculta
- Siphonaperta leonensis
- Siphonaperta longidentata
- Siphonaperta lucida
- Siphonaperta macbeathi
- Siphonaperta oscinclinatum
- Siphonaperta pittensis
- Siphonaperta prominentis
- Siphonaperta quadrata
- Siphonaperta sabulosa
- Siphonaperta subagglutinata
- Siphonaperta subrugosa
- Siphonaperta vellai
- Siphonaperta wiesneri

Otras especies consideradas en Siphonaperta son:
- Siphonaperta crassatina, aceptado como Pseudoflintina crassatina
- Siphonaperta irregularis, aceptado como Pyrgoella irregularis